# 富岡駅
富岡駅（とみおかえき）は、福島県双葉郡富岡町大字仏浜（おおあざほとけはま）字釜田（あざかまでん）にある、東日本旅客鉄道（JR東日本）常磐線の駅である。福島県で最東端に位置する駅である。

## 歴史
- 1898年（明治31年）8月23日：日本鉄道の駅として開業[2][3]。
- 1906年（明治39年）11月1日：日本鉄道が国有化され、官設鉄道の所属となる[3]。
- 1909年（明治42年）10月12日：線路名称の制定により、常磐線の所属となる。
- 1949年（昭和24年）6月1日：日本国有鉄道が発足。
- 1982年（昭和57年）2月1日：貨物の取り扱いを廃止[3]。
- 1984年（昭和59年）2月1日：荷物の扱いを廃止[3]。
- 1987年（昭和62年）4月1日：国鉄分割民営化に伴い、JR東日本の駅となる[3]。
- 2011年（平成23年）3月11日：東北地方太平洋沖地震（東日本大震災）による津波で駅舎が流失[4]。福島第一原子力発電所事故で警戒区域となり、立ち入りが規制された。
- 2015年（平成27年）1月13日：ホーム上屋および跨線橋を解体[新聞 1]。
- 2017年（平成29年）
  - 2月16日：竜田駅 - 原ノ町駅間で運行中の代行バスが当駅へ停車を開始[報道 2]。
  - 4月1日：代行バスの停留所を東京電力旧エネルギー館前から駅前広場へ変更[報道 3]。
  - 10月21日：竜田駅 - 当駅間の運転を再開[報道 4][報道 5]。新駅舎の供用を開始。同区間の代行バス運行が終了し、当駅発着となる。駅舎に隣接する「さくらステーションKINONE」が営業を開始した[報道 6]。
- 2020年（令和2年）3月14日：当駅 - 浪江駅間が運転再開[新聞 2]。東京近郊区間に編入される[報道 7]。ICカード「Suica」の利用が可能となる[報道 7]。「Smart Station for EXPRESS」導入に伴い無人化[報道 1][新聞 3]。
- 2021年（令和3年）10月31日：駅内の物販・飲食併設店舗「さくらステーションKINONE（きのね）」が閉店[新聞 4]。
- 2022年（令和4年）2月1日：「さくらステーションKINONE」の跡地に富岡町観光協会の観光案内所がオープン[新聞 5]。
- 2024年（令和6年）10月1日：えきねっとQチケのサービスを開始[1][報道 8]。

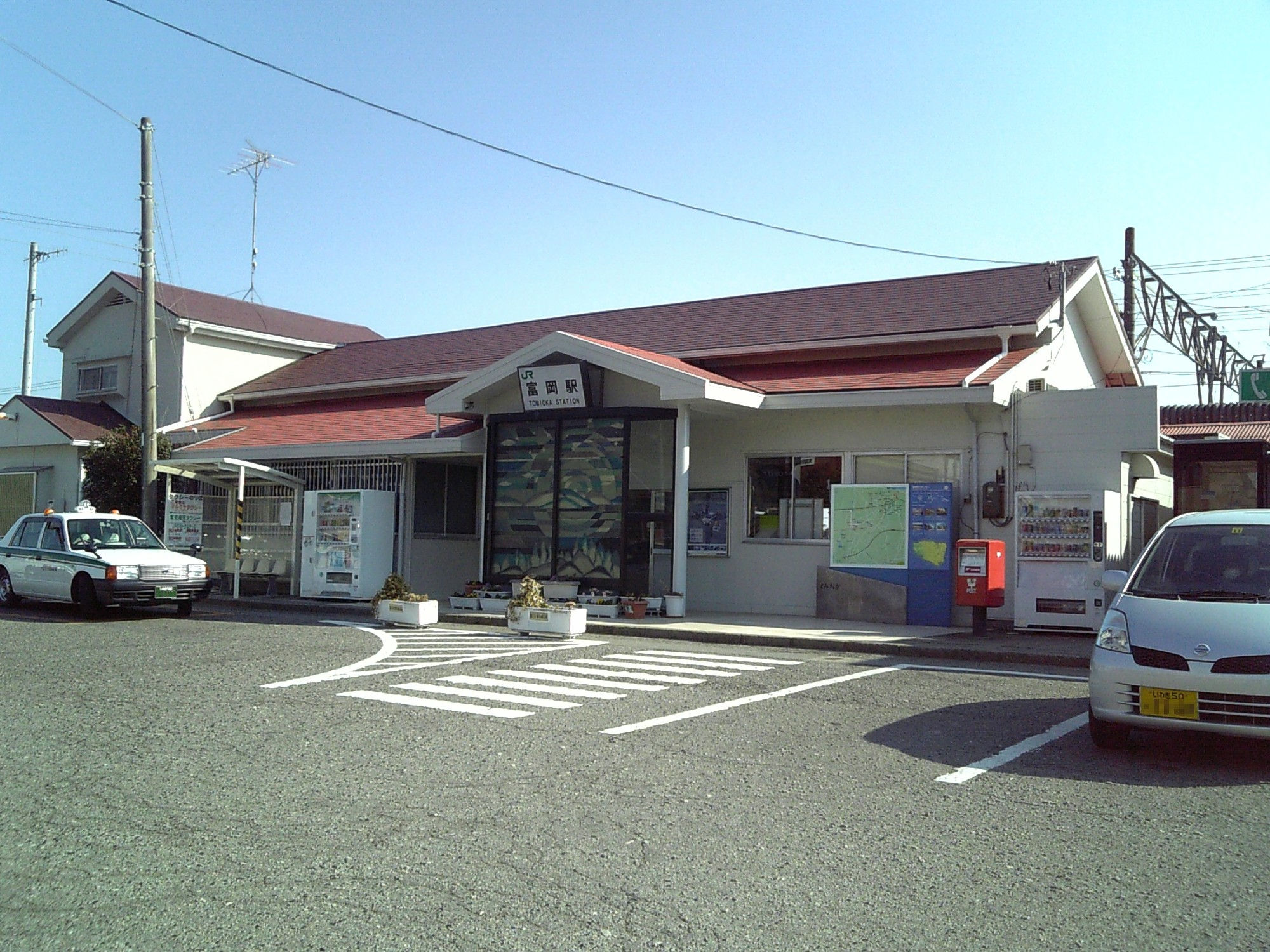
旧駅舎（2008年3月）
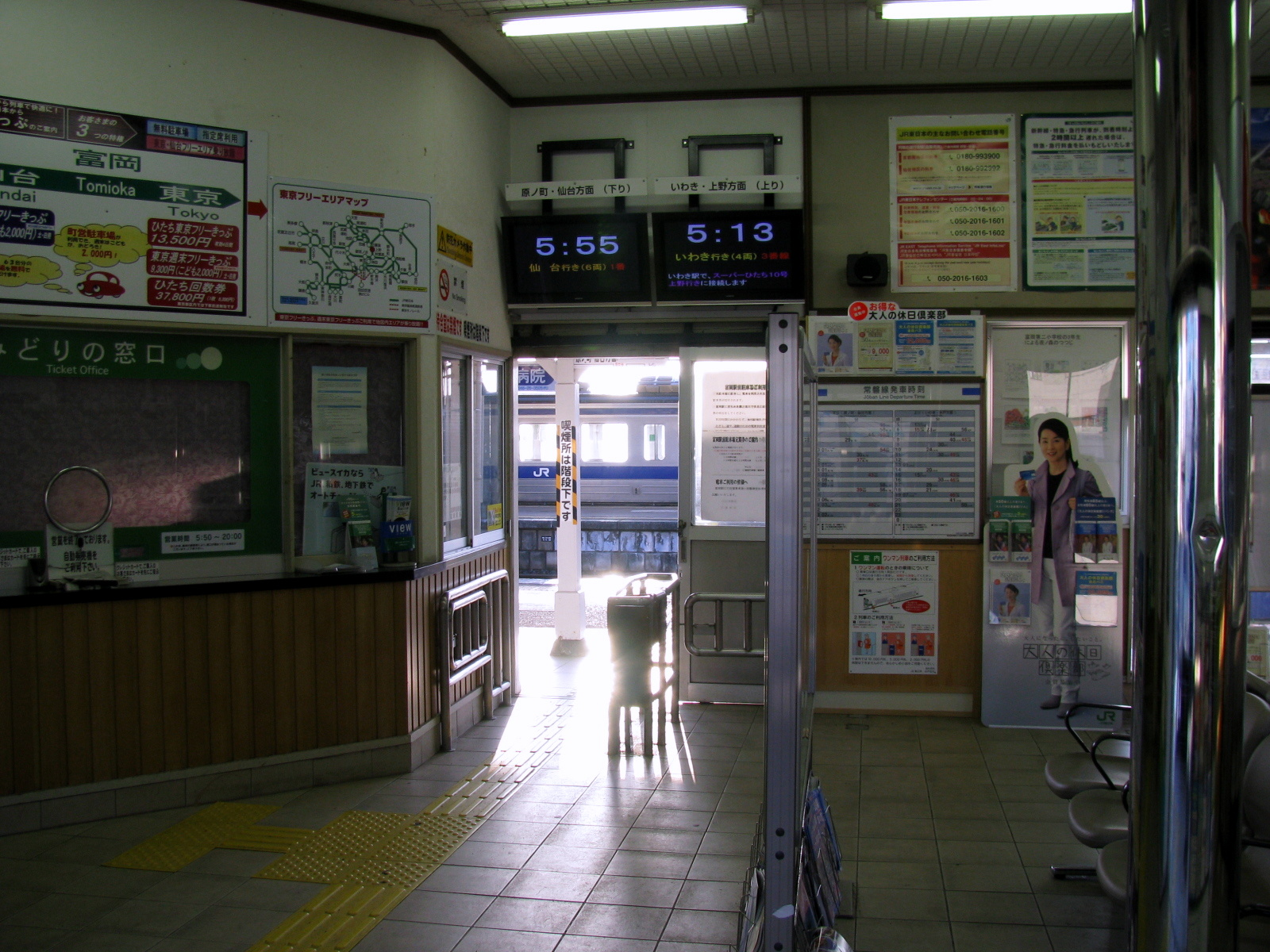
震災前の駅舎内（2008年6月）
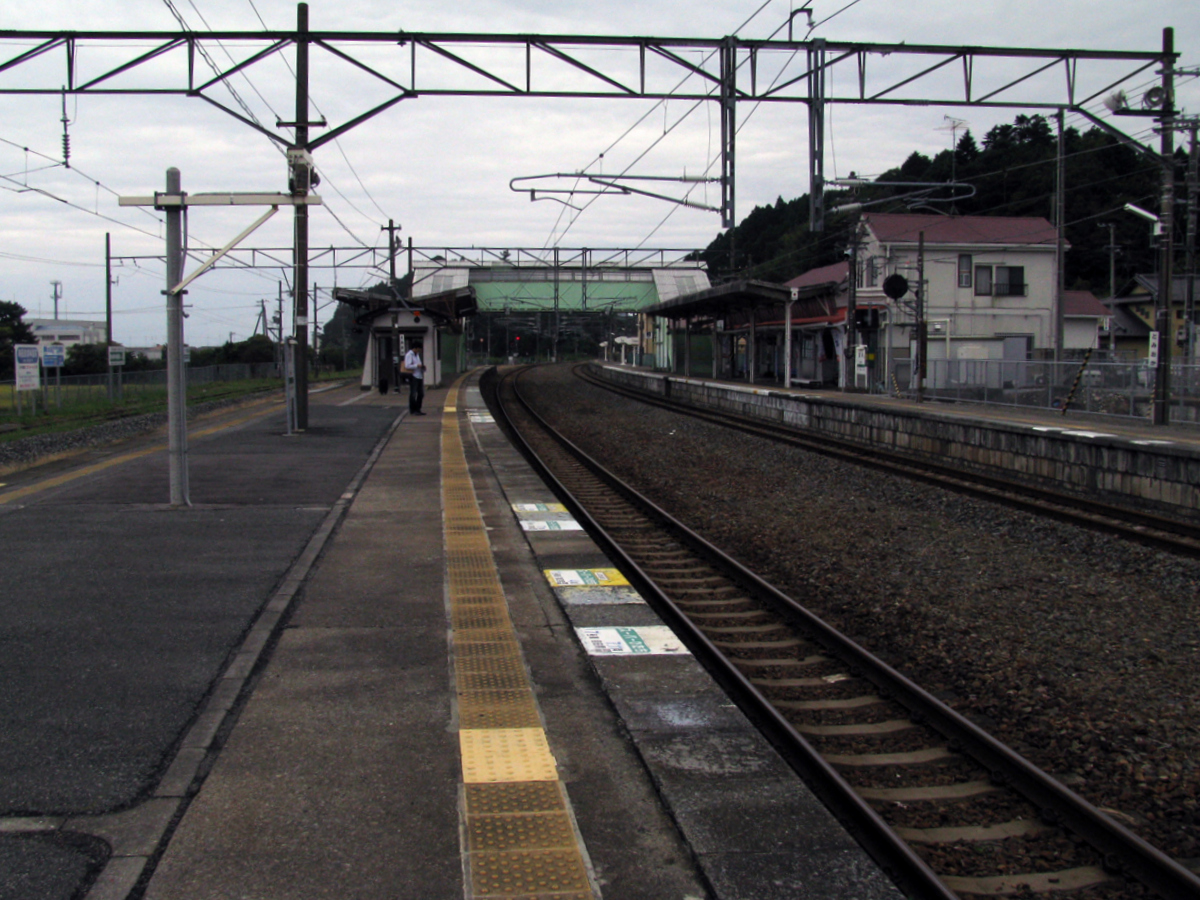
震災前のホーム（2009年10月）
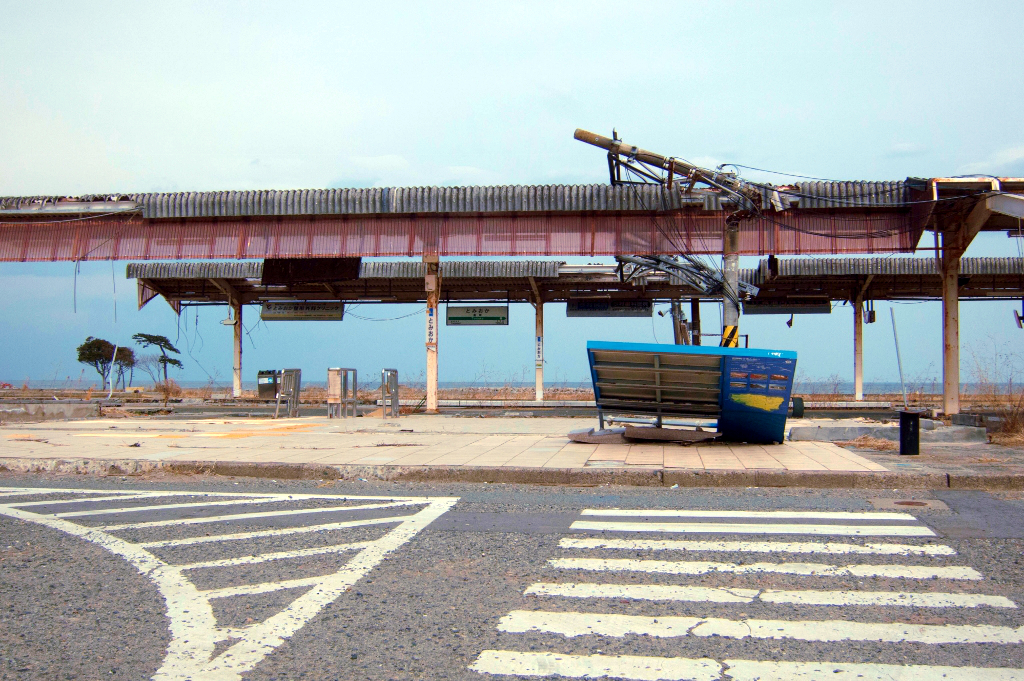
東北地方太平洋沖地震後の駅舎が流出したホーム（2012年3月）
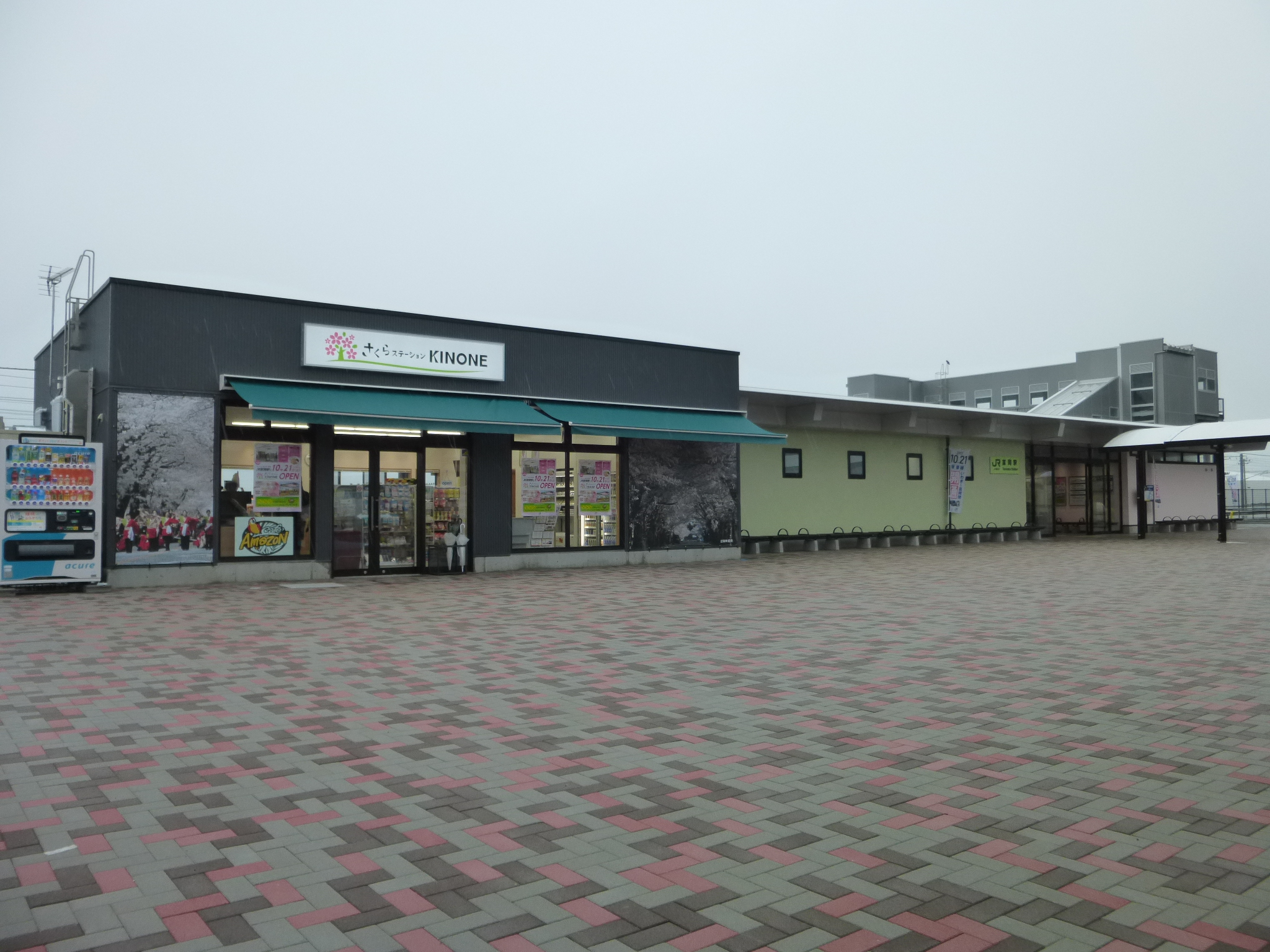
「さくらステーションKINONE」が営業していたころの駅舎（2017年10月）

## 駅構造
2面3線のホームを持つ地上駅である。ホームと駅舎の間は跨線橋で連絡している。当駅は東北地方太平洋沖地震とその津波で全壊したため、JR東日本は津波対策などを施した上で駅を震災前の位置より北に100メートルほど移設し、交通広場とともに整備して復旧させている。
いわき統括センター（いわき駅）管理の無人駅である。駅舎内には、自動券売機（Suica対応）、話せる指定席券売機、簡易Suica改札機、乗車駅証明証発行機、運行情報を伝えるディスプレイが設置されている。
2017年（平成29年）10月の常磐線竜田駅 - 富岡駅間運転再開にあわせて、物販・飲食併設店舗の「さくらステーションKINONE（きのね）」（運営：JR東日本クロスステーション〈旧NRE〉）が開店したが、新型コロナウイルス感染症（COVID-19）流行などの影響を受けて、2021年（令和3年）10月31日限りで閉店した。その後、同店舗の跡地を活用し、富岡町観光協会の観光案内所がオープンした。

### のりば
| 番線 | 路線    | 方向 | 行先             | 備考              |
| ---- | ------- | ---- | ---------------- | ----------------- |
| 1    | ■常磐線 | 下り | 原ノ町・仙台方面 |                   |
| 2・3 | ■常磐線 | 上り | いわき・水戸方面 | 通常は2番線を使用 |

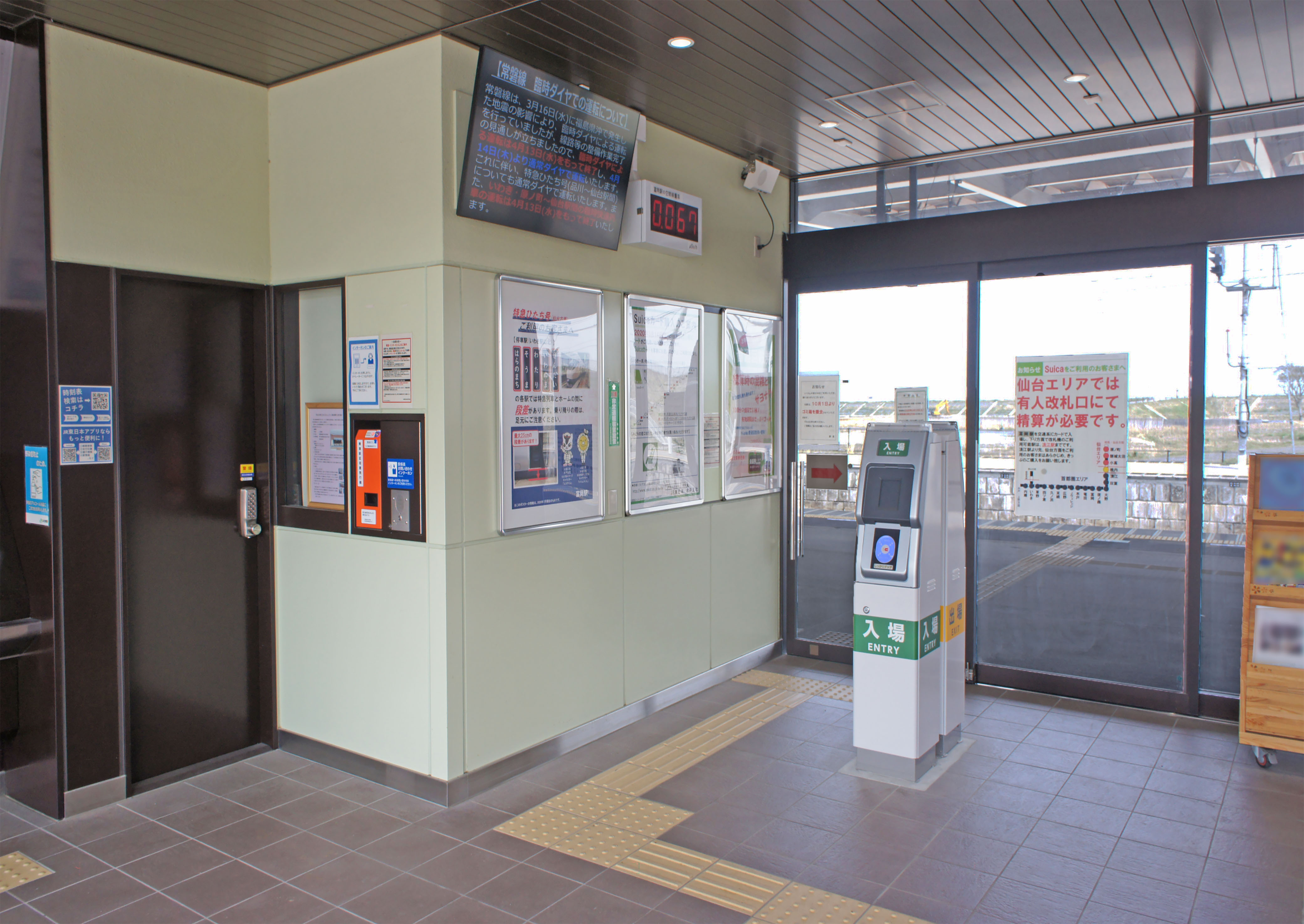
改札口（2022年4月）
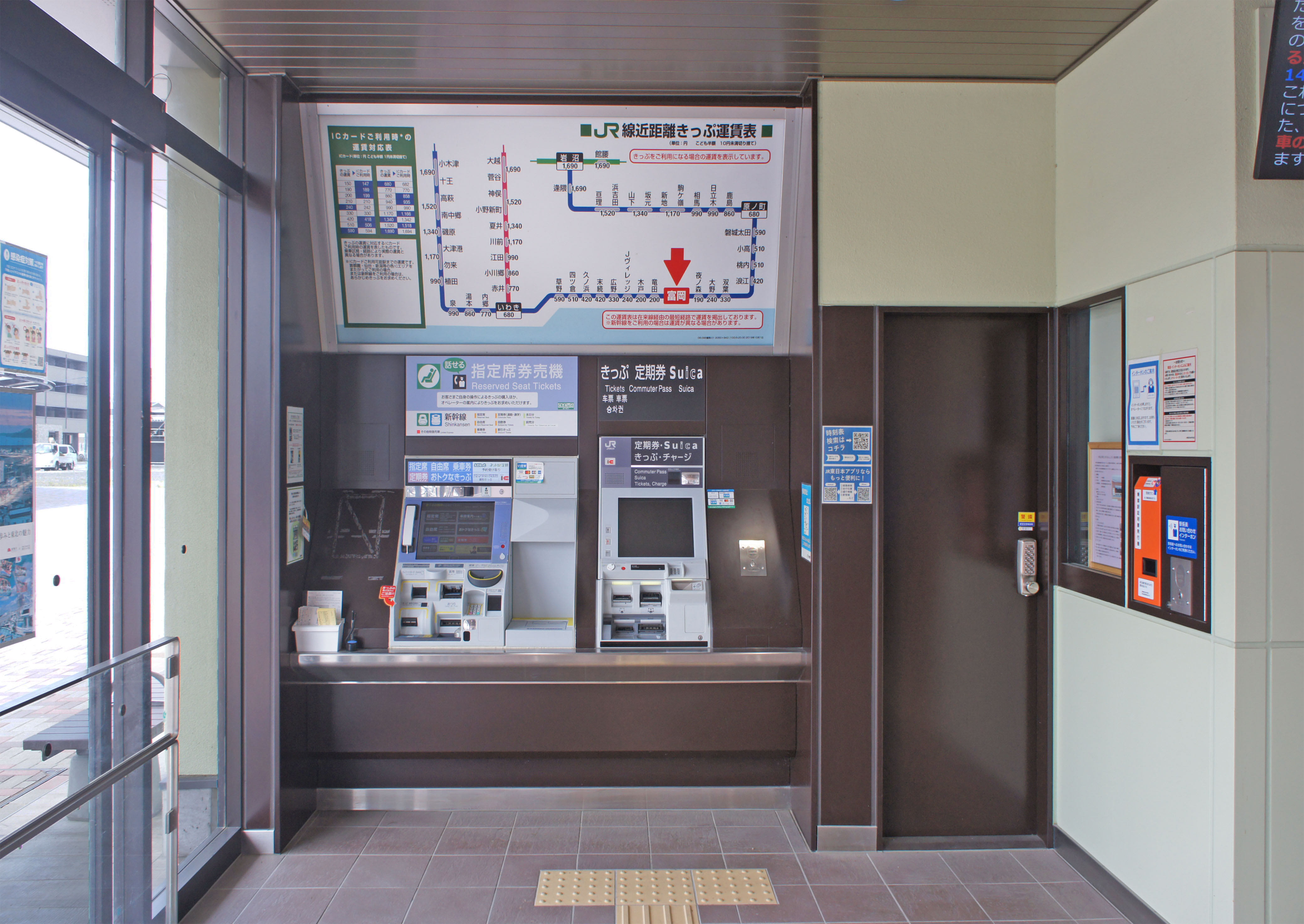
券売機（2022年4月）
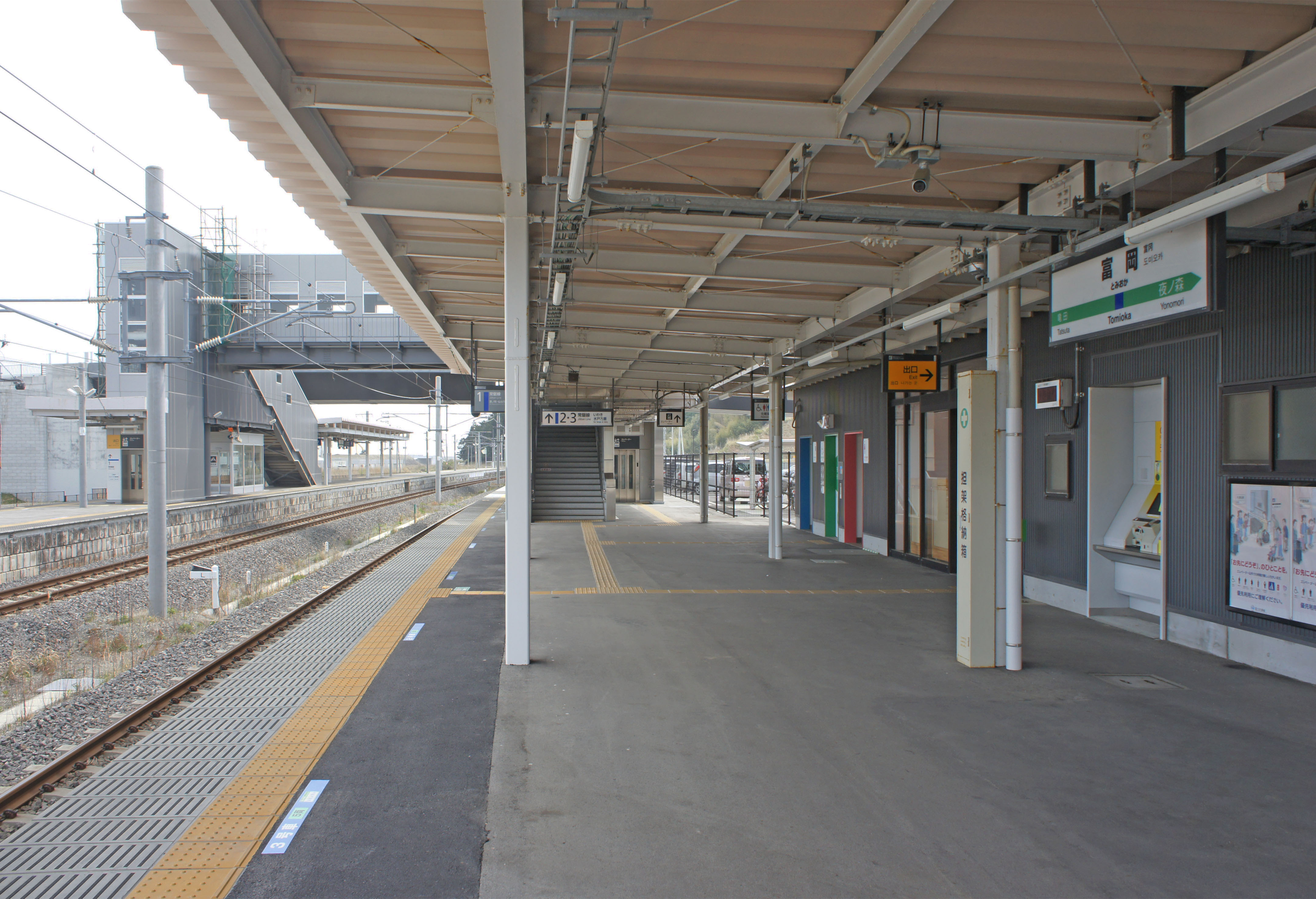
ホーム（2022年4月）

## 利用状況
JR東日本によると、2000年度（平成12年度）- 2018年度（平成30年度）の1日平均乗車人員の推移は以下のとおりであった。
| 1日平均乗車人員推移 | 1日平均乗車人員推移 | 1日平均乗車人員推移 | 1日平均乗車人員推移 | 1日平均乗車人員推移 |
| 年度                | 定期外              | 定期                | 合計                | 出典                |
| ------------------- | ------------------- | ------------------- | ------------------- | ------------------- |
| 2000年（平成12年）  |                     |                     | 649                 | [ 利用客数 1 ]      |
| 2001年（平成13年）  |                     |                     | 649                 | [ 利用客数 2 ]      |
| 2002年（平成14年）  |                     |                     | 629                 | [ 利用客数 3 ]      |
| 2003年（平成15年）  |                     |                     | 603                 | [ 利用客数 4 ]      |
| 2004年（平成16年）  |                     |                     | 589                 | [ 利用客数 5 ]      |
| 2005年（平成17年）  |                     |                     | 564                 | [ 利用客数 6 ]      |
| 2006年（平成18年）  |                     |                     | 543                 | [ 利用客数 7 ]      |
| 2007年（平成19年）  |                     |                     | 525                 | [ 利用客数 8 ]      |
| 2008年（平成20年）  |                     |                     | 497                 | [ 利用客数 9 ]      |
| 2009年（平成21年）  |                     |                     | 484                 | [ 利用客数 10 ]     |
| 2010年（平成22年）  |                     |                     | 474                 | [ 利用客数 11 ]     |
| 2011年（平成23年）  | 営業休止            | 営業休止            | 営業休止            |                     |
| 2012年（平成24年）  | 営業休止            | 営業休止            | 営業休止            |                     |
| 2013年（平成25年）  | 営業休止            | 営業休止            | 営業休止            |                     |
| 2014年（平成26年）  | 営業休止            | 営業休止            | 営業休止            |                     |
| 2015年（平成27年）  | 営業休止            | 営業休止            | 営業休止            |                     |
| 2016年（平成28年）  | 営業休止            | 営業休止            | 営業休止            |                     |
| 2017年（平成29年）  | 26                  | 60                  | 86                  | [ 利用客数 12 ]     |
| 2018年（平成30年）  | 75                  | 150                 | 225                 | [ 利用客数 13 ]     |

## 駅周辺

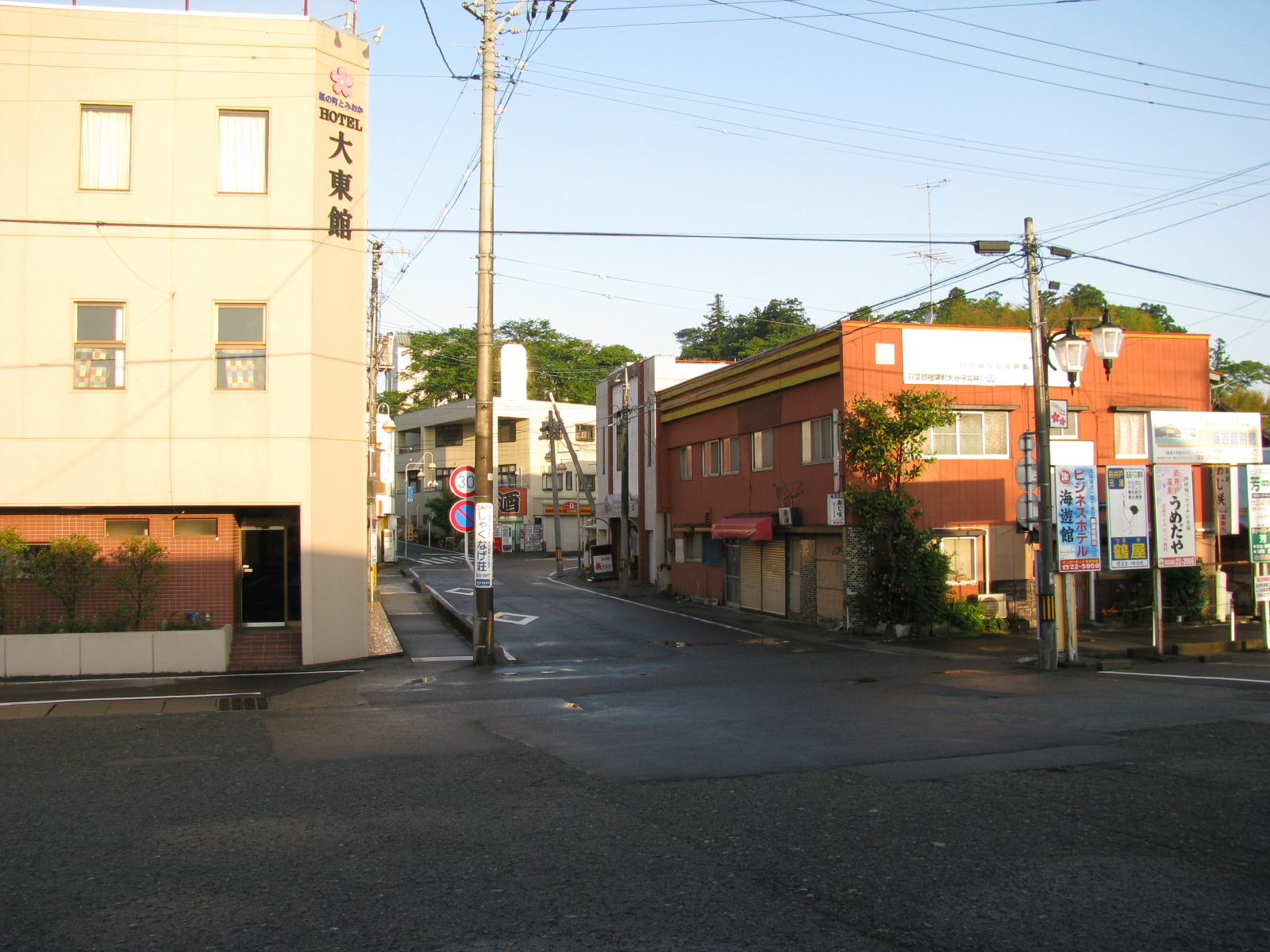
震災前の駅前（2008年6月）

富岡町は双葉郡の中心をなす大きな町である。町の中心部からは国道を挟んで離れており、海が近い。当駅周辺は福島第一原子力発電所事故以降、2013年（平成25年）3月25日に警戒区域から避難指示解除準備区域に移行し自由に立ち入り可能（宿泊禁止）となったのち、2017年（平成29年）4月1日に避難指示を解除された。
- 富岡漁港
- 富岡川
- 小浜代遺跡
- 富岡町立富岡第一中学校
- 富岡町立富岡第一小学校
- 国道6号（陸前浜街道）
- 福島県道163号富岡停車場線
- 福島県道391号広野小高線
- 双葉警察署
- 東京電力廃炉資料館
- さくらモールとみおか
- 富岡ホテル
- ヨークベニマル新富岡店

### バス路線
駅前の「富岡駅前」停留所から新常磐交通の町内循環、いわき、川内、浪江方面の路線が発着している。

## 隣の駅
東日本旅客鉄道（JR東日本）
■常磐線
- 特急「ひたち」停車駅

■普通
竜田駅 - *（金山信号場） - 富岡駅 - 夜ノ森駅
*打消線は廃止信号場

### 記事本文

#### 報道発表資料
1. 1 2 3 4  『常磐線（富岡駅〜浪江駅間）の運転再開及びおトクなきっぷの発売等について』（PDF）（プレスリリース）東日本旅客鉄道水戸支社、2020年1月17日。オリジナルの2020年1月20日時点におけるアーカイブ。2020年1月20日閲覧。
2. ↑  『列車代行バス富岡駅停車について』（プレスリリース）東日本旅客鉄道水戸支社、2017年2月14日。2017年2月14日閲覧。
3. ↑  『富岡町、浪江町の避難指示解除に伴う常磐線の運行について』（プレスリリース）東日本旅客鉄道水戸支社、2017年3月10日。2017年3月10日閲覧。
4. ↑  『常磐線（竜田駅～富岡駅間）運転再開時期の前倒しについて』（プレスリリース）東日本旅客鉄道水戸支社、2017年3月10日。2017年3月10日閲覧。
5. ↑  『常磐線竜田駅～富岡駅間の運転再開日決定について』（プレスリリース）東日本旅客鉄道水戸支社、2017年7月19日。2017年7月19日閲覧。
6. ↑  『富岡駅に10月21日（土） 新店舗「さくらステーションKINONE」がオープン!』（PDF）（プレスリリース）東日本旅客鉄道水戸支社、2017年9月15日。2024年11月4日閲覧。
7. 1 2  『常磐線（富岡駅～浪江駅間）の運転再開について』（PDF）（プレスリリース）東日本旅客鉄道、2020年1月17日。オリジナルの2020年1月17日時点におけるアーカイブ。2020年1月17日閲覧。
8. ↑  『Suicaエリア外もチケットレスで! 東北エリアから「えきねっとQチケ」がはじまります』（PDF）（プレスリリース）東日本旅客鉄道、2024年7月11日。オリジナルの2024年7月11日時点におけるアーカイブ。2024年8月1日閲覧。
9. ↑  『さくらステーション KINONE(富岡駅)における地酒等の販売』（PDF）（プレスリリース）東日本旅客鉄道水戸支社、2018年4月20日。オリジナルの2020年5月21日時点におけるアーカイブ。2020年5月21日閲覧。

#### 新聞記事
1. ↑  「津波と原発災害の象徴、富岡駅を解体 JR常磐線」『朝日新聞』2015年1月27日。オリジナルの2015年1月28日時点におけるアーカイブ。2024年11月4日閲覧。
2. ↑  「JR常磐線が3月14日全線復旧 震災で不通、最後の区間再開」『共同通信』2019年12月14日。オリジナルの2019年12月14日時点におけるアーカイブ。2019年12月14日閲覧。
3. ↑  「常磐線・3月14日全線復旧 特急ひたち3往復、普通列車11往復」『福島民友新聞』2020年1月18日。オリジナルの2020年1月18日時点におけるアーカイブ。2020年1月21日閲覧。
4. 1 2 3  「富岡駅の物販・飲食併設店舗 31日閉店 店内に寄せ書きコーナー」『福島民報』2021年10月25日。オリジナルの2021年12月28日時点におけるアーカイブ。2021年10月26日閲覧。
5. 1 2  「富岡駅構内に「観光案内所」オープン! 農産物や土産品販売も」『福島民友新聞』2022年2月2日。オリジナルの2022年3月9日時点におけるアーカイブ。2022年3月9日閲覧。
6. ↑  「富岡駅に物販・飲食店開店へ　常磐線来月運転再開で」『福島民報』福島民報社、2017年9月16日。オリジナルの2017年9月28日時点におけるアーカイブ。2017年9月16日閲覧。

### 利用状況
1. ↑  “各駅の乗車人員（2000年度）”.   東日本旅客鉄道. 2019年3月4日閲覧。
2. ↑  “各駅の乗車人員（2001年度）”.   東日本旅客鉄道. 2019年3月4日閲覧。
3. ↑  “各駅の乗車人員（2002年度）”.   東日本旅客鉄道. 2019年3月4日閲覧。
4. ↑  “各駅の乗車人員（2003年度）”.   東日本旅客鉄道. 2019年3月4日閲覧。
5. ↑  “各駅の乗車人員（2004年度）”.   東日本旅客鉄道. 2019年3月4日閲覧。
6. ↑  “各駅の乗車人員（2005年度）”.   東日本旅客鉄道. 2019年3月4日閲覧。
7. ↑  “各駅の乗車人員（2006年度）”.   東日本旅客鉄道. 2019年3月4日閲覧。
8. ↑  “各駅の乗車人員（2007年度）”.   東日本旅客鉄道. 2019年3月4日閲覧。
9. ↑  “各駅の乗車人員（2008年度）”.   東日本旅客鉄道. 2019年3月4日閲覧。
10. ↑  “各駅の乗車人員（2009年度）”.   東日本旅客鉄道. 2019年3月4日閲覧。
11. ↑  “各駅の乗車人員（2010年度）”.   東日本旅客鉄道. 2019年3月4日閲覧。
12. ↑  “各駅の乗車人員（2017年度）”.   東日本旅客鉄道. 2019年3月4日閲覧。
13. ↑  “各駅の乗車人員（2018年度）”.   東日本旅客鉄道. 2019年7月5日閲覧。